# Belita

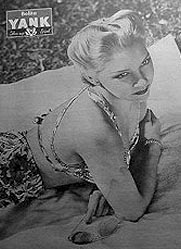
Pin-up-Foto von Belita für das Wochenmagazin Yank, the Army Weekly (1944)

Belita (* 25. Oktober 1923 in Nether Wallop, Hampshire als Maria Belita Gladys Olive Lyne Jepson-Turner; † 18. Dezember 2005 in Montpeyroux) war eine britische Eiskunstläuferin, Tänzerin und Schauspielerin.
Sie begann im Alter von zwei Jahren mit Tanzen und mit vier Jahren mit Eislauf.
Bei den Olympischen Winterspielen 1936 belegte sie im Eiskunstlauf den 16. Platz.
1937 trat sie in der Rhapsody on Ice am Royal Opera House, Covent Garden auf. Danach ging sie nach Hollywood. 1944 spielte sie die Hauptrolle in dem Eiskunstlauf-Musicalfilm Belita tanzt (Lady, Let’s Dance). Der Film erhielt Oscarnominierungen für den „Besten Song“ und die „Beste Filmmusik in einem Musikfilm“. 1946 folgte die Hauptrolle in dem Kriminalfilm Der Todesreifen (Suspense).